# Залесье (Иванковский район)

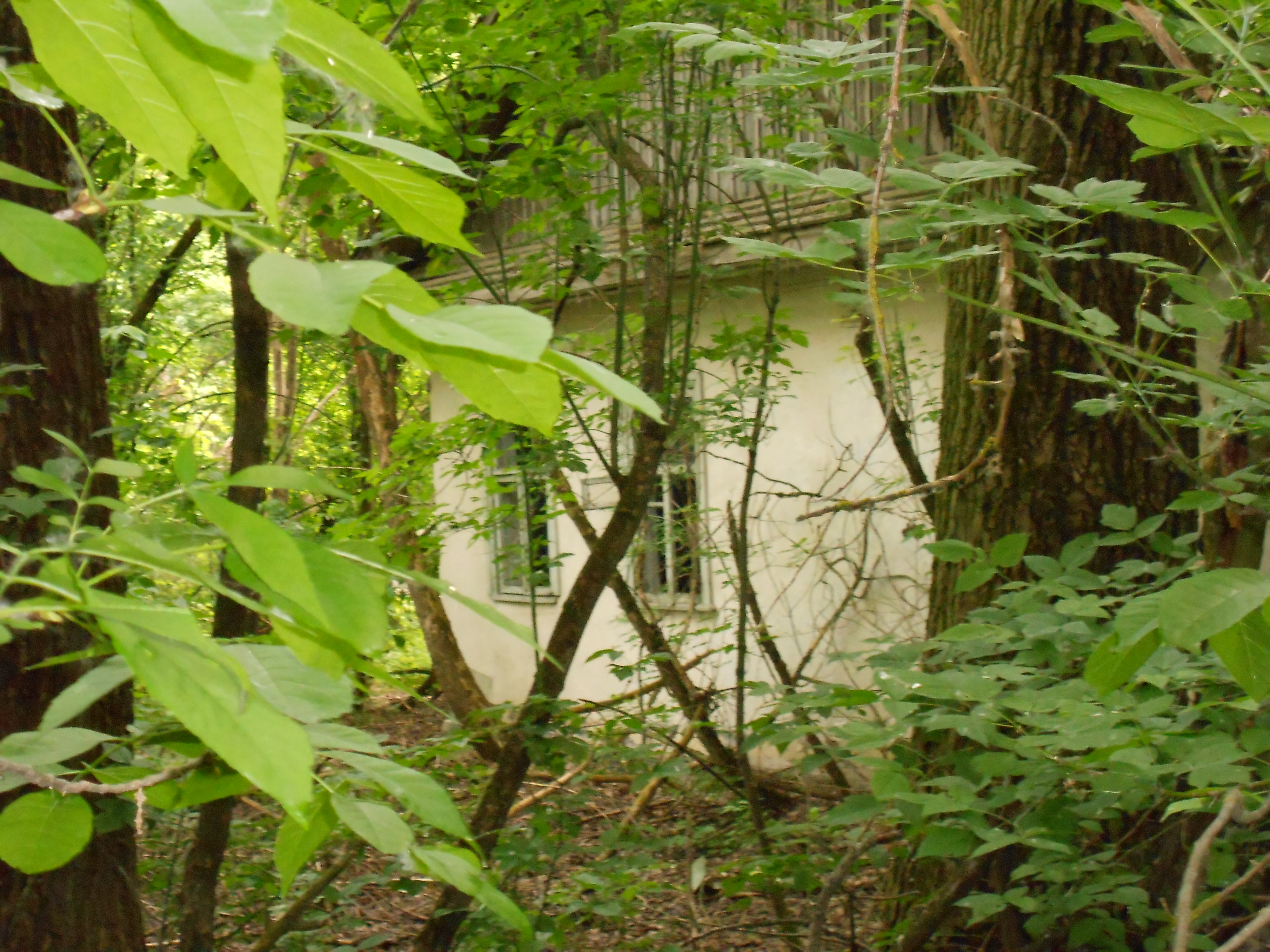
Заброшенный дом в селе Залесье (Чернобыльский район), 24 мая 2013 года

Зале́сье (укр. Залісся) — бывшее село на Украине Чернобыльского района (сейчас Вышгородский район) Киевской области. Снято с учета в связи с отселением жителей в результате аварии на ЧАЭС.

## История
Дата возникновения села неизвестна.
Согласно привилегии короля Сигизмунда II Августа, в 1566 году принадлежало Залесским. Затем было присвоено Ежи Струсем и сдано в аренду Ивану Дяку. 6 июня 1594 Стефан Янович Залесский требовал вернуть ему эту усадьбу и компенсировать убытки за пожитки во все времена. В 1602 жителей Залесья ограбили на ярмарке в Виннице. В 1604 Богушова Глебовская продала часть сел Сидоровичи и Залесье Анджею Сурину. В 1617 Залесье получил в наследство сын Стефана Залесского Гордей.
В XVIII веке стало одним из центров гайдамачества. В 1768 поблизости с Залесьем казнили Ивана Бондаренко.
В 1887 году в селе проживало 1155 человек, а в 1900 году — уже 1282 жителя.
Справочное издание «История городов и сел УССР» в 1971 представляет следующие данные о селе:
Залесье — село, центр сельского Совета, расположено в 3 км от районного центра и в 23 км от железнодорожной станции Янов. Население — 3062 человека. Сельскому Совету подчинены населённые пункты Заполье, Ивановка и Новоселки. В селе — центральная усадьба колхоза «Дружба», который имеет 5,3 тыс. га сельскохозяйственных угодий, в том числе 3,5 тыс. га пахотной земли. За самоотверженный труд 35 колхозников награждены орденами и медалями СССР. Мастера высоких урожаев Д. И. Палагеча и В. И. Ковчан удостоены звания Героя Социалистического Труда. В Залесье есть средняя школа, дом культуры, библиотека, роддом. 76 жителей Залесье — участников Великой Отечественной войны — награждены орденами и медалями СССР. Вблизи Залесья обнаружен могильник зарубинецкой культуры, а в Заполье — остатки поселения эпохи неолита.
После аварии на Чернобыльской АЭС жители села Залесье были переселены в село Новое Залесье Бородянского района. Официально снято с учета в 1999 году. По состоянию на 2005 год в селе проживало 5 самосёлов. До аварии в селе проживало более 3000 жителей.
Залесье располагается в 600 метрах от Чернобыля.

## Известные уроженцы
В Залесье родился отец российского политика Алексея Навального и его двоюродная сестра Марина Навальная — украинский филолог, общественный деятель. Троюродный брат политика Илья Навальный, погибший в Буче, также родился в Залесье. Помимо них уроженцем села является житомирский митрополит Никодим (Горенко).

## Галерея

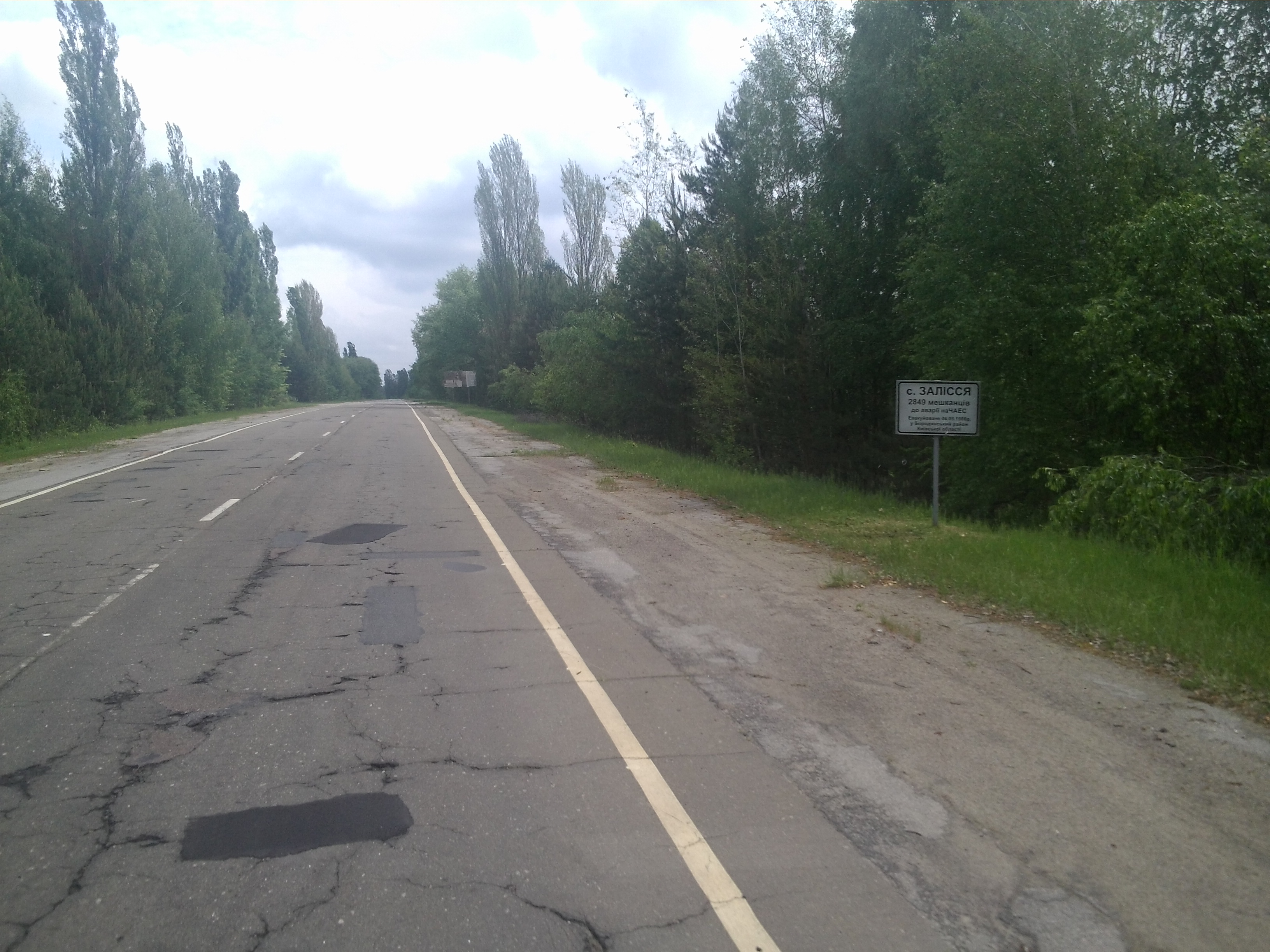
При въезде в село
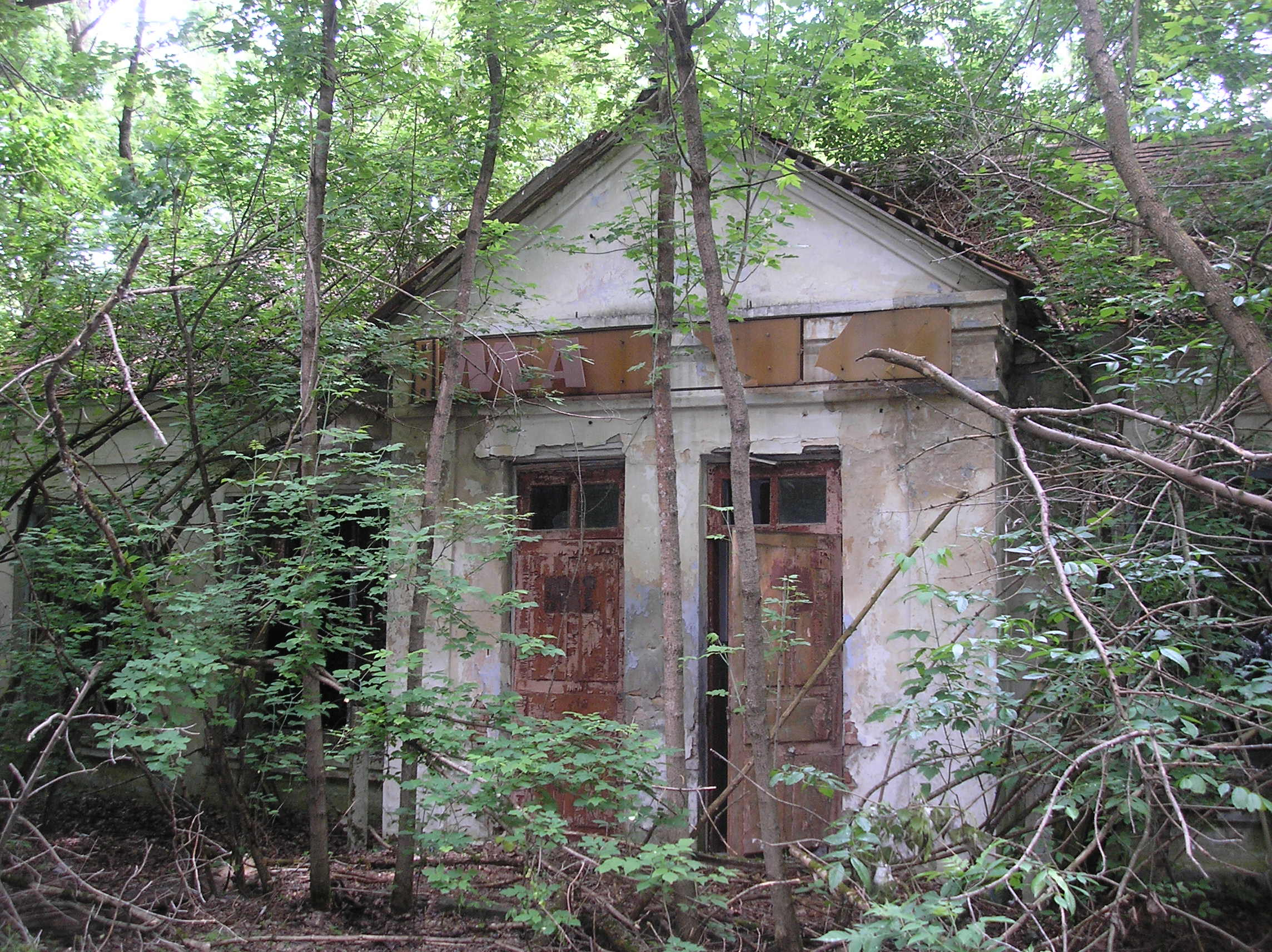
Заброшенное здание в селе Залесье
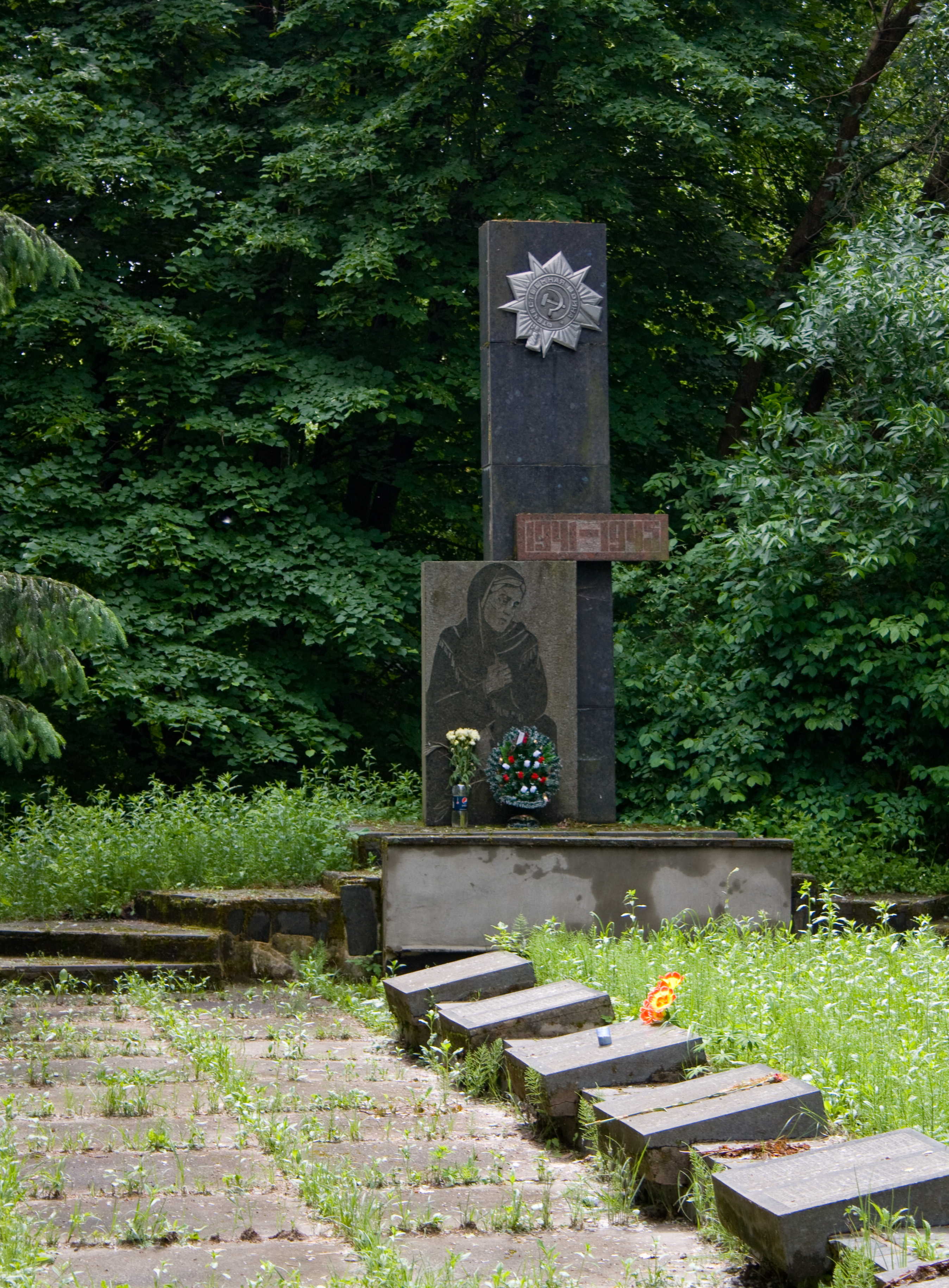
Памятник погибшим воинам-односельчанам
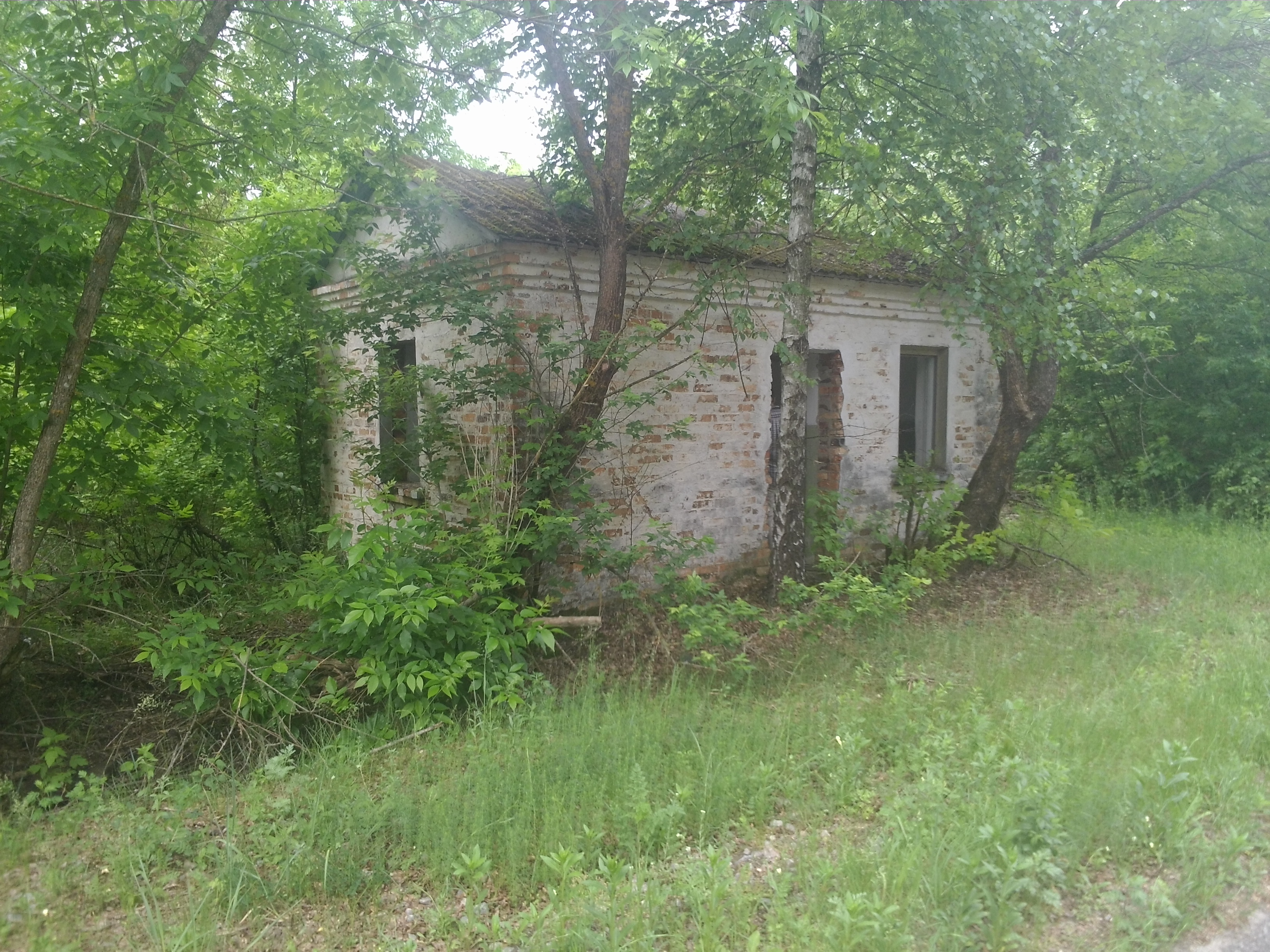
Заброшенное здание
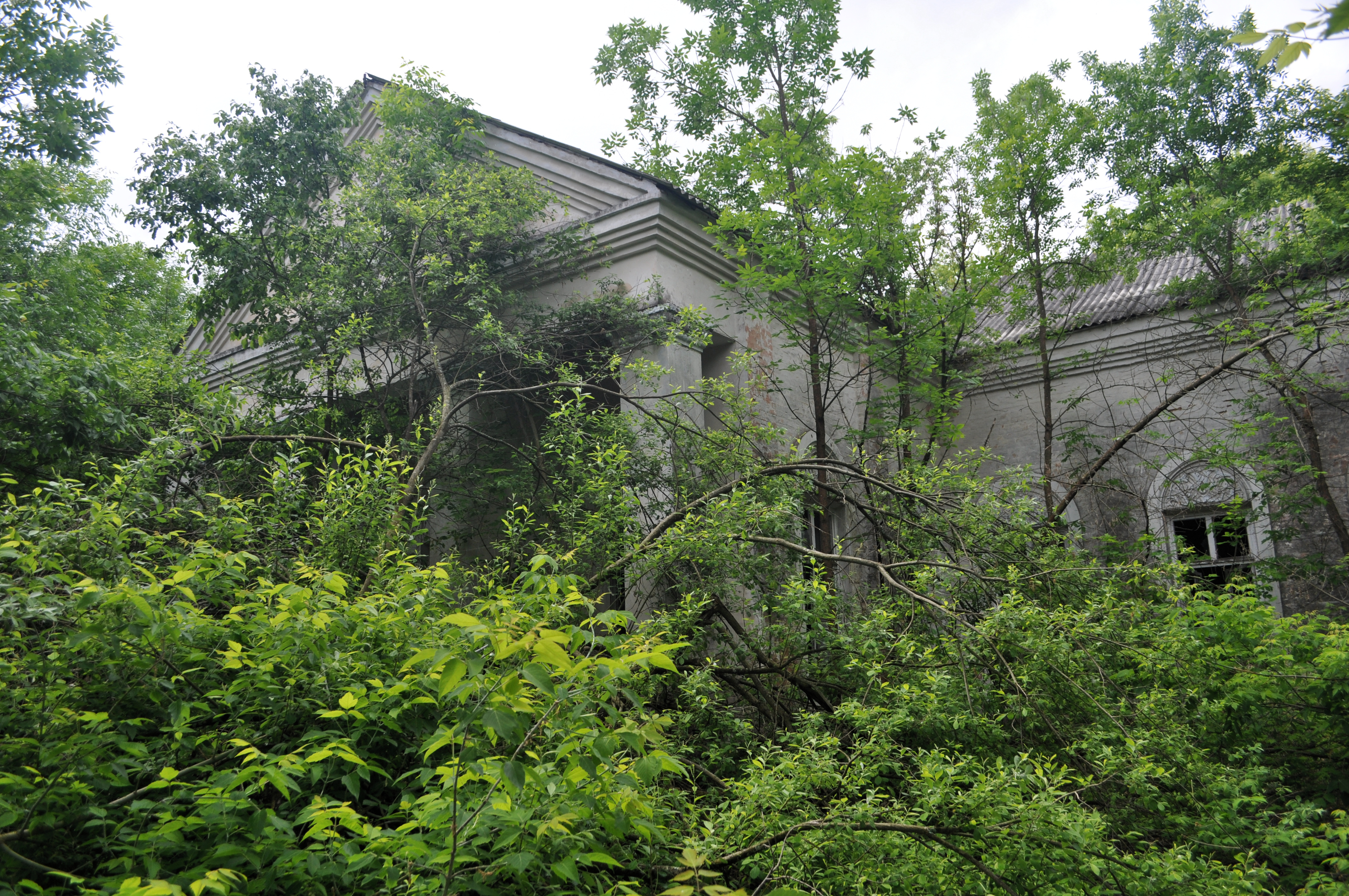
Здание Дома культуры
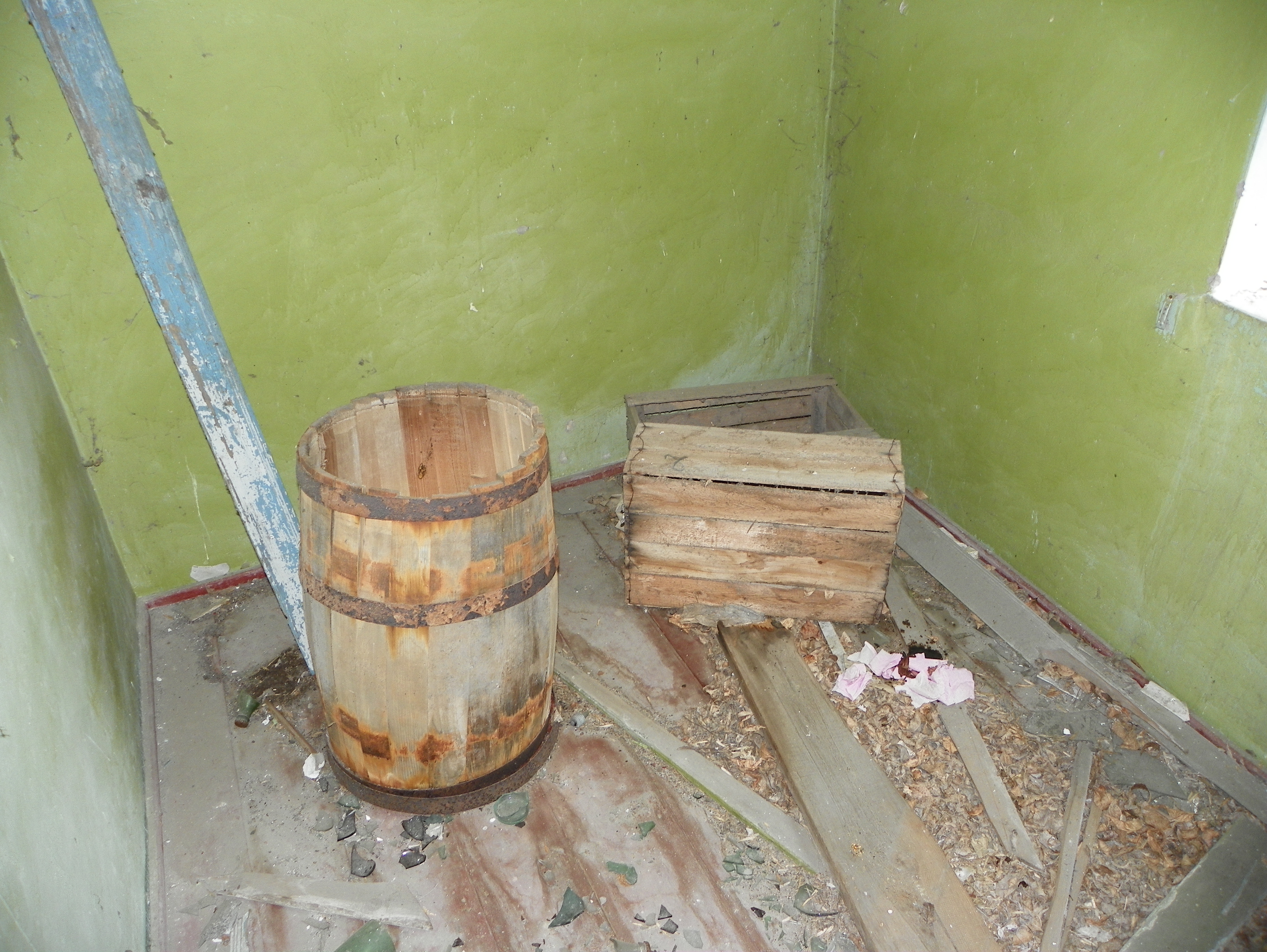
Внутри одного из домов
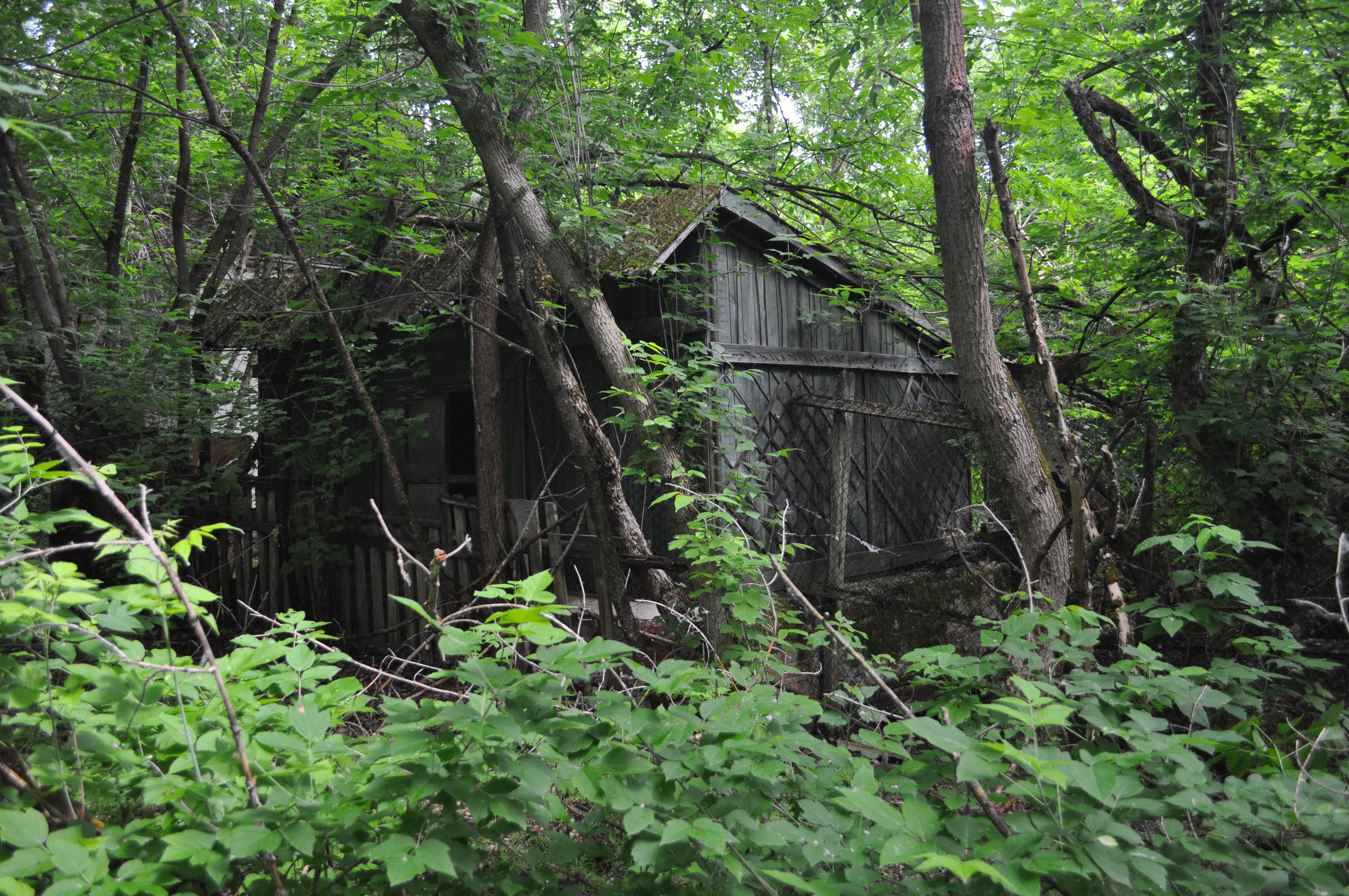
Бывшие жилые дома заросли деревьями